# サッカーインドネシア代表
サッカーインドネシア代表（サッカーインドネシアだいひょう、インドネシア語: Tim nasional sepak bola Indonesia）は、インドネシアサッカー協会（PSSI）によって構成される、インドネシアのサッカーのナショナルチームである。
ホームスタジアムは、首都・ジャカルタにあるゲロラ・ブン・カルノ・スタジアム。アジアサッカー連盟およびASEANサッカー連盟に所属。

## 概要
FIFAワールドカップには、オランダ領東インド代表として1938年大会に出場している。なお、アジアのチームとして初のW杯出場であった。本大会への出場は、今日に至るまでその1回のみである。AFCアジアカップでは、2019年大会まで出場したいずれの大会もグループリーグ敗退となっていたが、グループステージで日本と同組となった2023年大会において初めてノックアウトステージに進出した。オリンピックには1956年メルボルン五輪に1度出場している。
2020年以降、かつての宗主国・オランダを中心に、ベルギーやスペイン等のインドネシアにルーツを持つ選手を帰化させる戦略を採って戦力強化を図っている。
|      | 順位  | アジア内順位 | 発表日         |
| ---- | ----- | ------------ | -------------- |
| 現在 | 118位 | 21位         | 2025年7月10日  |
| 最高 | 81位  | 13位         | 2003年10月22日 |
| 最低 | 191位 | 39位         | 2016年8月11日  |

現行の算出方式となった1999年以降の順位。

## 歴史

### アジア初のW杯出場
「オランダ領東インド」時代に1938年第3回W杯フランス大会の出場を果たしている。この大会の予選ではアジアから日本もエントリーしており、一騎打ちとなる予定であったが同国が予選を辞退した。予選試合を行わずして本大会に進むことを問題視したFIFAがアメリカとのプレーオフ開催を決定したが、そのアメリカも出場辞退した。結局、オランダ領東インドのアジア勢初となるFIFAワールドカップ出場が認められた。
当時のW杯は全試合トーナメント方式を採っており、1回戦でハンガリーと対戦して0-6で敗れた。なお、当時のキャプテンはアフマド・ナウィルであった。

### アジアカップを自国開催
AFCアジアカップ2007は開催国（インドネシア、タイ、ベトナム、マレーシアの共催）として予選を免除され、4大会連続4回目の出場となった。1次リーグの初戦で前回大会敗れていたバーレーン相手に勝利する好スタートを切るも、サウジアラビア、韓国にそれぞれ1-2、0-1と僅差で敗れ、4大会連続の1次リーグ敗退に終わった。この大会以降は予選で苦しみ、次の出場は2023年大会まで持ち越された。

### バーレーン 10-0 インドネシア
2014年W杯ブラジル大会・アジア3次予選（グループE）では、2012年2月29日の最終戦開始前の時点でインドネシアは既に3次予選敗退が確定していた。一方、相手のバーレーンもこの試合に勝利し、かつ他会場で行われるイラン対カタールの試合でカタールが敗戦した上で2試合の点差の合計が9点無ければ敗退が決まる状況であった。
最終戦前の順位表は以下の通り（イランは突破決定）。
| チーム       | 勝点 | 試合 | 勝利 | 引分 | 敗戦 | 得点 | 失点 | 点差 |
| ------------ | ---- | ---- | ---- | ---- | ---- | ---- | ---- | ---- |
| イラン       | 11   | 5    | 3    | 2    | 0    | 15   | 3    | +12  |
| カタール     | 9    | 5    | 2    | 3    | 0    | 8    | 3    | +5   |
| バーレーン   | 6    | 5    | 1    | 3    | 1    | 3    | 7    | -4   |
| インドネシア | 0    | 5    | 0    | 0    | 5    | 3    | 16   | -13  |

試合は前半2分にインドネシアGKの退場や、バーレーン2選手によるハットトリック達成など0-10という大差で敗れた。これにより、カタールが敗れた場合バーレーンが3次予選突破となるが、イランと引き分けに終わったためバーレーンは敗退となった。
この対戦まで両チームの対戦成績は2勝2分2敗と完全に互角であったため、不自然さを指摘したFIFA (国際サッカー連盟)がこの試合の調査に乗り出す事態となった。
最終結果は以下の通り。
| チーム       | 勝点 | 試合 | 勝利 | 引分 | 敗戦 | 得点 | 失点 | 点差 |
| ------------ | ---- | ---- | ---- | ---- | ---- | ---- | ---- | ---- |
| イラン       | 12   | 6    | 3    | 3    | 0    | 17   | 5    | +12  |
| カタール     | 10   | 6    | 2    | 4    | 0    | 10   | 5    | +5   |
| バーレーン   | 9    | 6    | 2    | 3    | 1    | 13   | 7    | +6   |
| インドネシア | 0    | 6    | 0    | 0    | 6    | 3    | 26   | -23  |

### 資格停止処分
2015年5月30日、インドネシア政府が国内リーグ（インドネシア・スーパーリーグ）の運営に干渉しているとして、FIFAはインドネシアサッカー協会に対し無期限の資格停止処分を下した。それに伴い、組み合わせが既に決定していた2018年W杯ロシア大会・アジア2次予選（兼AFCアジアカップ2019・2次予選）から追放された。翌年5月、約1年間に及ぶ処分が解除された。

### 2022年W杯カタール大会
2014年大会以来となる2022年W杯アジア予選に参加。FIFAランキングによるシードで1次予選を免除されるも2次予選最下位で敗退となった。その成績により出場したAFCアジアカップ2023・プレーオフにおいてチャイニーズタイペイを1戦目2-1、2戦目3-0の合計スコア5-1で退け、同大会の3次予選進出が決まった。

### 2023年アジア杯カタール大会
AFCアジアカップ2023・3次予選において、ヨルダン、クウェート、ネパールの組を2勝1敗で切り抜け、グループ2位の成績で自国開催であった2007年東南アジア大会以来、4大会ぶりのAFCアジアカップ本大会出場を決めた。
2024年開催の本大会では、グループリーグでイラクと日本に敗れるも、第2戦でベトナムに勝利して勝ち点3を獲得した。各組3位の上位4カ国に滑り込み、初めて決勝トーナメントに進出した。ラウンドオブ16ではオーストラリアに0-4で敗れた。
FIFAランキングは出場24チームで下から2番目（146位）であったが、見事ベスト16入りを果たした。

### 2026年W杯北中米大会
2次予選で格上のベトナムに2勝する快挙もあり、イラクに次ぐ成績（3勝1分2敗・勝ち点10）で初となる最終予選進出が決定した。同時に、AFCアジアカップ2027の出場権も獲得した。
2024年4月25日、インドネシアサッカー協会は2019年末から監督を務める申台龍との契約を2027年まで延長することを発表した。
最終予選では、グループC（日本、オーストラリア、サウジアラビア、中国、バーレーンと同組）に振り分けられた。2024年9月に開催された第1戦のアウェー・サウジアラビア戦、第2戦のホーム・オーストラリア戦をいずれも引き分けに持ち込み、過去W杯出場を複数回果たしているアジアの強豪との2連戦で勝ち点2を得た。前半戦5試合はグループ唯一の白星なし（3分2敗）に終わったが、第6節でサウジアラビアを2-0で下し、最終予選初勝利を挙げた。

#### 突如の監督交代
W杯予選の中断期間に開催された東南アジアサッカー選手権2024では、第2戦でラオスとドローに終わった上、ベトナムとマレーシアに敗れてグループリーグ敗退と全く結果を残せなかった。この大不振を受け、2025年1月6日、インドネシアサッカー協会は代表監督・申台龍の解任を発表した。同月8日、後任として元オランダ代表のパトリック・クライファートが同職に就任した。クライファート就任後のW杯アジア最終予選ではバーレーン、中国に勝利して第9節終了時にグループ4位が確定。アジア4次予選（プレーオフ）に進出することになった。

## ユニフォームの変遷
| 2008-2010 ホーム | 2010–2012 ホーム | 2012–2014 ホーム | 2008-2010 アウェー | 2010–2012 アウェー | 2012–2014 アウェー |  |

## 成績

### FIFAワールドカップ
| 開催国 / 年 | 成績         | 試           | 勝           | 分           | 負           | 得           | 失           |
| ----------- | ------------ | ------------ | ------------ | ------------ | ------------ | ------------ | ------------ |
| 1930        | 不参加       | 不参加       | 不参加       | 不参加       | 不参加       | 不参加       | 不参加       |
| 1934        | 不参加       | 不参加       | 不参加       | 不参加       | 不参加       | 不参加       | 不参加       |
| 1938        | 1回戦敗退    | 1            | 0            | 0            | 1            | 0            | 6            |
| 1950        | 棄権         | 棄権         | 棄権         | 棄権         | 棄権         | 棄権         | 棄権         |
| 1954        | 不参加       | 不参加       | 不参加       | 不参加       | 不参加       | 不参加       | 不参加       |
| 1958        | 棄権         | 棄権         | 棄権         | 棄権         | 棄権         | 棄権         | 棄権         |
| 1962        | 棄権         | 棄権         | 棄権         | 棄権         | 棄権         | 棄権         | 棄権         |
| 1966        | 不参加       | 不参加       | 不参加       | 不参加       | 不参加       | 不参加       | 不参加       |
| 1970        | 不参加       | 不参加       | 不参加       | 不参加       | 不参加       | 不参加       | 不参加       |
| 1974        | 予選敗退     | 予選敗退     | 予選敗退     | 予選敗退     | 予選敗退     | 予選敗退     | 予選敗退     |
| 1978        | 予選敗退     | 予選敗退     | 予選敗退     | 予選敗退     | 予選敗退     | 予選敗退     | 予選敗退     |
| 1982        | 予選敗退     | 予選敗退     | 予選敗退     | 予選敗退     | 予選敗退     | 予選敗退     | 予選敗退     |
| 1986        | 予選敗退     | 予選敗退     | 予選敗退     | 予選敗退     | 予選敗退     | 予選敗退     | 予選敗退     |
| 1990        | 予選敗退     | 予選敗退     | 予選敗退     | 予選敗退     | 予選敗退     | 予選敗退     | 予選敗退     |
| 1994        | 予選敗退     | 予選敗退     | 予選敗退     | 予選敗退     | 予選敗退     | 予選敗退     | 予選敗退     |
| 1998        | 予選敗退     | 予選敗退     | 予選敗退     | 予選敗退     | 予選敗退     | 予選敗退     | 予選敗退     |
| 2002        | 予選敗退     | 予選敗退     | 予選敗退     | 予選敗退     | 予選敗退     | 予選敗退     | 予選敗退     |
| 2006        | 予選敗退     | 予選敗退     | 予選敗退     | 予選敗退     | 予選敗退     | 予選敗退     | 予選敗退     |
| 2010        | 予選敗退     | 予選敗退     | 予選敗退     | 予選敗退     | 予選敗退     | 予選敗退     | 予選敗退     |
| 2014        | 予選敗退     | 予選敗退     | 予選敗退     | 予選敗退     | 予選敗退     | 予選敗退     | 予選敗退     |
| 2018        | 予選除外処分 | 予選除外処分 | 予選除外処分 | 予選除外処分 | 予選除外処分 | 予選除外処分 | 予選除外処分 |
| 2022        | 予選敗退     | 予選敗退     | 予選敗退     | 予選敗退     | 予選敗退     | 予選敗退     | 予選敗退     |
| 合計        | 出場1回      | 1            | 0            | 0            | 1            | 0            | 6            |

### AFCアジアカップ
- 1956年 - 不参加
- 1960年 - 不参加
- 1964年 - 不参加
- 1968年 - 予選敗退
- 1972年 - 予選敗退
- 1976年 - 予選敗退
- 1980年 - 予選敗退
- 1984年 - 予選敗退
- 1988年 - 予選敗退
- 1992年 - 予選敗退
- 1996年 - グループリーグ敗退
- 2000年 - グループリーグ敗退
- 2004年 - グループリーグ敗退
- 2007年 - グループリーグ敗退
- 2011年 - 予選敗退
- 2015年 - 予選敗退
- 2019年 - 予選除外処分
- 2023年 - ベスト16

### 東南アジアサッカー選手権
| 開催年       | 結果               | 試合 | 勝利 | 引分 | 敗戦 | 得点 | 失点 |
| ------------ | ------------------ | ---- | ---- | ---- | ---- | ---- | ---- |
| 1996         | 4位                | 6    | 3    | 1    | 2    | 18   | 9    |
| 1998         | 3位                | 5    | 2    | 1    | 2    | 15   | 10   |
| 2000         | 準優勝             | 5    | 3    | 0    | 2    | 13   | 10   |
| 2002         | 準優勝             | 6    | 3    | 3    | 0    | 22   | 7    |
| 2004         | 準優勝             | 8    | 4    | 1    | 3    | 24   | 8    |
| 2007         | グループリーグ敗退 | 3    | 1    | 2    | 0    | 6    | 4    |
| 2008         | ベスト4            | 5    | 2    | 0    | 3    | 8    | 5    |
| 2010         | 準優勝             | 7    | 6    | 0    | 1    | 17   | 6    |
| 2012         | グループリーグ敗退 | 3    | 1    | 1    | 1    | 3    | 4    |
| 2014         | グループリーグ敗退 | 3    | 1    | 1    | 1    | 7    | 7    |
| 2016         | 準優勝             | 7    | 3    | 2    | 2    | 12   | 13   |
| H&A方式 2018 | グループリーグ敗退 | 4    | 1    | 1    | 2    | 5    | 6    |
| 2020         | 準優勝             | 8    | 4    | 3    | 1    | 20   | 13   |
| H&A方式 2022 | ベスト4            | 6    | 3    | 2    | 1    | 12   | 5    |
| H&A方式 2024 | グループリーグ敗退 | 4    | 1    | 1    | 2    | 4    | 5    |
| 合計         | 15/15              | 80   | 38   | 19   | 23   | 186  | 112  |

### 東南アジア競技大会
- 2001年大会より23歳以下による競技となった。

| SEAゲームズ | SEAゲームズ          | SEAゲームズ | SEAゲームズ | SEAゲームズ | SEAゲームズ | SEAゲームズ | SEAゲームズ |
| 開催年      | 結果                 | 試合        | 勝利        | 引分        | 敗戦        | 得点        | 失点        |
| ----------- | -------------------- | ----------- | ----------- | ----------- | ----------- | ----------- | ----------- |
| 1959        | 不参加               | -           | -           | -           | -           | -           | -           |
| 1961        | 不参加               | -           | -           | -           | -           | -           | -           |
| 1963        | 非開催               | -           | -           | -           | -           | -           | -           |
| 1965        | 不参加               | -           | -           | -           | -           | -           | -           |
| 1967        | 不参加               | -           | -           | -           | -           | -           | -           |
| 1969        | 不参加               | -           | -           | -           | -           | -           | -           |
| 1971        | 不参加               | -           | -           | -           | -           | -           | -           |
| 1973        | 不参加               | -           | -           | -           | -           | -           | -           |
| 1975        | 不参加               | -           | -           | -           | -           | -           | -           |
| 1977        | 4位                  | 4           | 2           | 1           | 1           | 8           | 3           |
| 1979        | 準優勝               | 5           | 2           | 1           | 2           | 6           | 6           |
| 1981        | 3位                  | 3           | 2           | 0           | 1           | 3           | 2           |
| 1983        | グループステージ敗退 | 3           | 1           | 1           | 1           | 3           | 7           |
| 1985        | 4位                  | 3           | 0           | 1           | 2           | 1           | 9           |
| 1987        | 優勝                 | 4           | 3           | 1           | 0           | 7           | 1           |
| 1989        | 3位                  | 4           | 2           | 0           | 2           | 12          | 5           |
| 1991        | 優勝                 | 5           | 3           | 2           | 0           | 5           | 1           |
| 1993        | 4位                  | 5           | 2           | 1           | 2           | 8           | 4           |
| 1995        | グループステージ敗退 | 4           | 2           | 0           | 2           | 14          | 3           |
| 1997        | 準優勝               | 6           | 4           | 2           | 0           | 16          | 6           |
| 1999        | 3位                  | 5           | 3           | 1           | 1           | 11          | 2           |
| 合計        | 12/20                | 51          | 26          | 11          | 14          | 94          | 49          |

## 歴代監督
- ウィール・クーバー 1975-1976
- フランツ・ファン・バルコム 1978-1979
- ピーター・ウィズ 2004-2007
- ベニー・ドッロ 2008-2010
- アルフレッド・リードル（英語版） 2010-2011, 2013-2014, 2016
- ルイス・ミジャ 2016-2018
- ビマ・サクティ 2018-2019
- サイモン・マクメネミー 2019
- イェエン・トゥメナ（英語版） 2019
- 申台龍 2020-2025
- パトリック・クライファート 2025-

## 歴代選手
- イルファン・バフディム 2010-2020
- プラタマ・アルハン 2021-
- エルカン・バゴット 2021-
- ラファエル・ストルック 2023-
- シェイン・パティナマ 2023-